# Juan của Tây Ban Nha
Juan Carlos de Borbón (Juan Carlos Teresa Silverio Alfonso de Borbón y Battenberg; tiếng Anh: John Charles Theresa Sylverius Alphonse of Bourbon and Battenberg) (20 tháng 06 năm 1913 - ngày 01 tháng 04 1993), là con trai thứ ba còn sống sót và người thừa kế được chỉ định của vua Alfonso XIII của Tây Ban Nha và Victoria Eugenie của Battenberg. Dưới thời cha của ông, Tây Ban Nha quân chủ được thay thế bời nền cộng hòa thứ hai, và dưới thời con trai của ông, Juan Carlos I của Tây Ban Nha, một chế độ quân chủ lập hiến đã được thiết lập. Như vua của Tây Ban Nha, ông được xem như là Juan III.